# Müllheizkraftwerk Magdeburg-Rothensee
Das Müllheizkraftwerk Magdeburg-Rothensee befindet sich in Sachsen-Anhalts Landeshauptstadt Magdeburg im Stadtteil Gewerbegebiet Nord.
Im Industriegebiet Rothensee wurde im Juni 2005 direkt am Magdeburger Hafen und nahe der A 2 das Kraftwerk mit vorerst zwei Verbrennungslinien eröffnet. Nach einer Erweiterung im September 2006 auf vier Linien wurden im August 2024 zwei weitere Linien in Betrieb genommen. Damit sind insgesamt rund 470 Millionen Euro in das Projekt geflossen.
Jährlich können rund 975.000 Tonnen Restabfall in der Anlage verarbeitet werden.Die zwei Müllbunker haben ein Volumen von je 12.000 m³ mit je sechs Kippstellen und insgesamt vier Brückenkränen. Die 4-Zug-Naturumlaufkessel haben eine Heizfläche von jeweils 7.130 m² und erzeugen eine Heißdampfmenge von je 77,6 t/h. Die beiden Entnahmekondensationsturbinen haben eine Bruttoleistung von je 33,6 MW. Pro Jahr stehen 370 GWh elektrische Energie und 350 GWh thermische Energie zur Versorgung von über 44.000 Haushalten zur Verfügung.
Außerdem verfügt die Anlage über eine Rauchgasreinigungsanlage, die die Emission von Schadstoffen wie Dioxinen und Furanen vermindert.
Im Jahr 2021 begannen die Bauarbeiten für eine erneute Erweiterung des Müllheizkraftwerkes. Im neuen Block 3 werden seit August 2024 jährlich weitere 270.000 Tonnen Gewerbe- und Industrieabfälle sowie 55.000 Tonnen kommunaler Klärschlämme thermisch behandelt. Damit hat sich die Gesamtverwertungskapazität der Anlage auf jährlich 975.000 Tonnen erhöht.
Am 26.05.2025 kam es im Müllbunker 2 des Müllheizkraftwerks Rothensee infolge einer Selbstentzündung zu einem Brand. Schäden entstanden dabei nicht, und der Betrieb aller Kessel konnte aufrechterhalten werden. Der Brand wurde durch den Löschzug der Berufsfeuerwehr Magdeburg sowie die Freiwillige Feuerwehr Magdeburg-Rothensee mit Wasser und Schaum gelöscht.